# Arrhachión z Figaleie
Arrhachión nebo Arrhichión (starořecky Ἀῤῥαχίων, Ἀρριχίων–Arrhachión, Arrhichión) byl olympijský vítěz v pankrationu v letech 572, 568 a 564 př. n. l.
Arrhachión z arkadské Figaleie zvítězil v pankrationu na 52. a na 53. olympijských hrách v letech 572 a 568 před Kr. Na následujících hrách v roce 564 před Kr. se znovu probojoval do finále a zápas vyhrál, i když ho v posledním kole čekala smrt. Stalo se to tak, že mu soupeř v leže sevřel nohama krk a škrtil ho, když se už chtěl vzdát, jeho trenér Eryx zvolal: "Jaká to krásná smrt , takové se člověk v Olympii nezříká! " Tato slova Arrhachióna povzbudila a s vypětím posledních sil vykloubil soupeři kotník (nebo palec u nohy) a ten se následkem bolesti zvednutím ruky vzdal. Arrhachión ale škrcení nevydržel a naposledy vydechl. Dle Pausania ho soupeř udusil, ale pravděpodobnější je, že mu zlomil vaz. hellanodikové následně Arrhachióna i tak prohlásili za vítěze, protože se jeho soupeř vzdal.
Starověký autor Pausanias uvádí, že sochu Arrhachióna viděl v jeho rodné Figaleii. Byla to typicky archaická kamenná socha, nohy měla jen málo od sebe, ruce jí visely po boku a její nápisy už vyhladil čas.